# Antrorbis breweri
Antrorbis breweri är en snäckart som beskrevs av Robert Hershler och F. G. Thompson 1990. Antrorbis breweri ingår i släktet Antrorbis och familjen tusensnäckor. Inga underarter finns listade i Catalogue of Life.